# Dværgsnebolle
Dværgsnebolle (Viburnum davidii), også skrevet Dværg-Snebolle, er en stedsegrøn dværgbusk med en stivgrenet, halvkugleformet vækst. Hovedgrenene er oprette, mens sidegrenene er vandrette til nedliggende. Alle grene er kraftige og regelmæssigt forgrenede. Frugterne er metal-blå bær. Alle dele af planten er svagt giftige.

## Beskrivelse
Barken er først grøn og tæt håret, senere bliver den rød, men med hårene bevaret. Gamle grene er glatte og brune med tydelige barkporer. De modsatte knopper sidder for det meste skjult bag bladfoden, men ellers er de røde og tiltrykte. 
Bladene er ovale og læderagtige med tre buede, dybt nedsænkede ribber og hel rand. Oversiden er blank og mørkegrøn, mens undersiden er lysegrøn. Blomstringen sker i juni-juli, og de hvide (eller sjældnere: lyserøde) blomster sidder samlet i endestillede halvskærme. Busken er særbo, så nogle planter har kun hunlige blomster, mens andre er rent hanlige. Frugterne er himmelbå bær, som dog kun findes på de hunlige individer.
Rodnettet består af forholdsvis få, grove hovedrødder, der bærer et tæt filt af finrødder. 
Højde x bredde og årlig tilvækst: 0,80 x 0,80 m (7,5 x 7,5 cm/år).

## Hjemsted
Planten hører hjemme i Sichuan i det sydvestlige Kina. Her findes den på sur bund i fugtige bjergskovene. Her vokser arten sammen med bl.a. almindelig kvalkved (subsp. calvescens), bjergskovranke, blåbælg, Enkianthus deflexus (en art af pagodebusk), etagekornel, Euonymous sanguineus (en art af benved), guldskovranke, havehortensia, himalayabirk, kamæleonbusk, kinesisk lind, kinesisk prydæble, kinesisk styrax, klatrebrombær, klatrehortensia, komarovsyren, koreakornel (subsp. chinensis), lancetbladet berberis (var. lanceifolia), moupinepil, nikkende skovranke, omeirose, pernykristtorn, Primula incisa (en art af kodriver), Pterocarya macroptera var delavayi (en art og underart af vingevalnød), Quercus serrata (en art af eg), Rhododendron argyrophyllum, Rhododendron calophytum, Rhododendron discolor, Rhododendron nitidulum, Rhododendron pingianum (arter af rododendron), rubladet hortensia, sargentrøn, småbladet berberis, sort gedeblad, tyrkisk løn (subsp. sinicum), udspærret dværgmispel, vorteberberis og Tsuga yunnanensis (en art af hemlock)

## Galleri
|  |  |  |  |

## Note
1. ↑  Chris Callaghan: Wa Shan – Emei Shan, a further comparison Arkiveret 8. august 2016 hos  Wayback Machine – en sammenligning mellem påstået fundne arter på Emei Shan og dem, man finder på Wa Shan (engelsk)

| Portal | Portal:Botanik |